# Schloss Greifenberg (Landsberg)

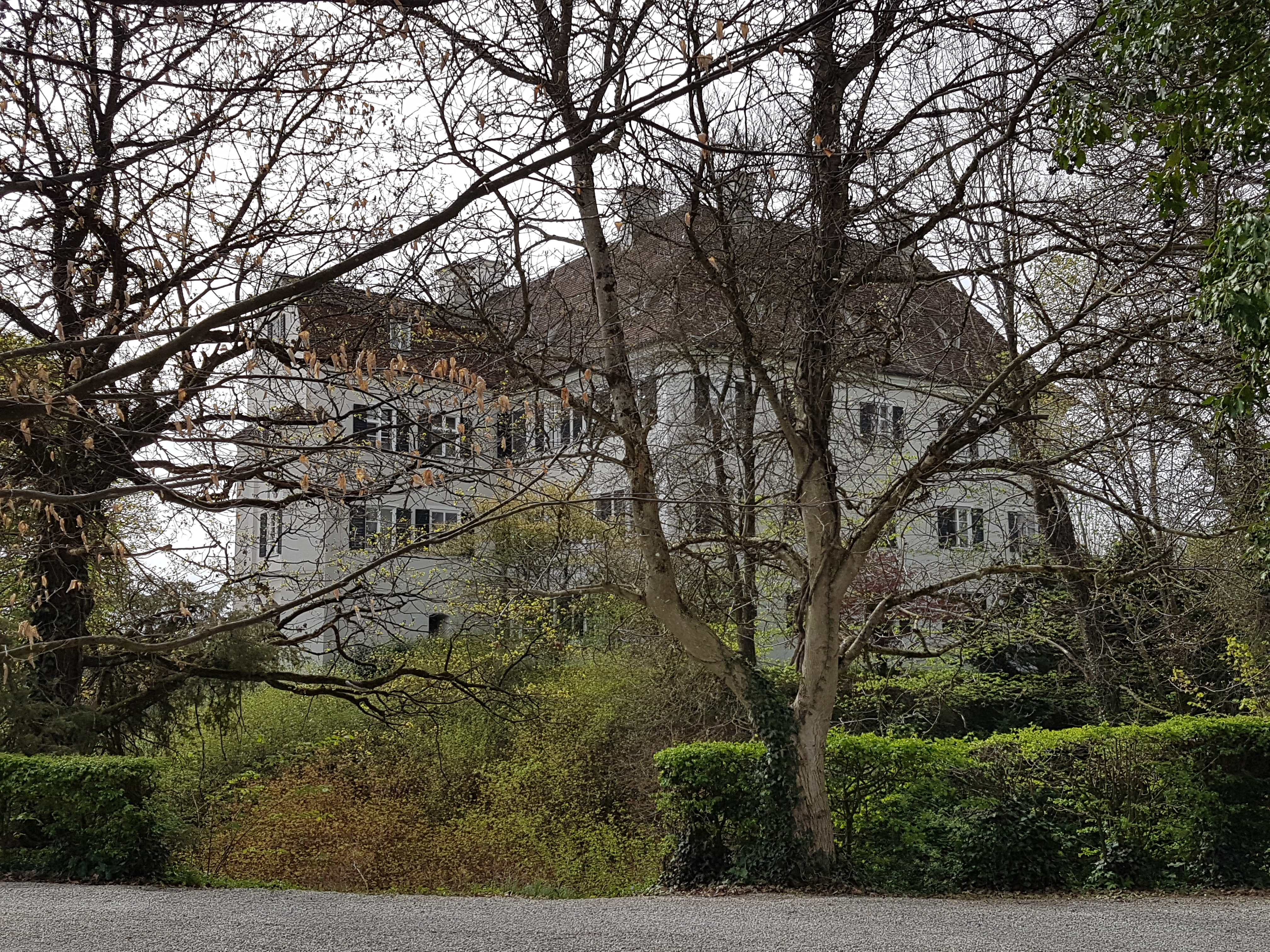
Schloss Greifenberg

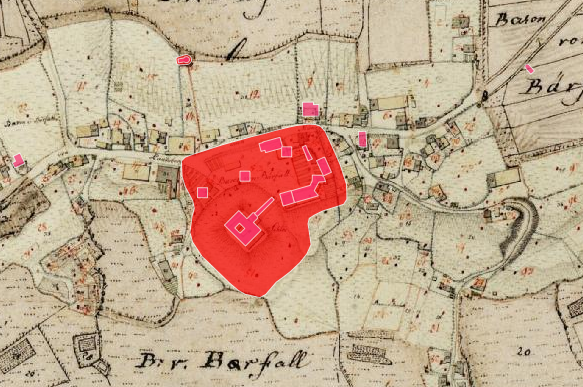
Lageplan von Schloss Greifenberg (Landsberg) auf dem Urkataster von Bayern

Schloss Greifenberg ist ein Schloss in der Gemeinde Greifenberg  im Landkreis Landsberg am Lech in Oberbayern. Es wird seit 1478 von den Freiherren von Perfall bewohnt und ist der Öffentlichkeit nicht zugänglich. Die Anlage ist unter der Aktennummer D-1-81-123-4 als denkmalgeschütztes Baudenkmal von Greifenberg verzeichnet. Ebenso wird sie als Bodendenkmal unter der Aktennummer D-1-7932-0127 im Bayernatlas als „untertägige mittelalterliche und frühneuzeitliche Befunde im Bereich von Schloss Greifenberg und seiner Vorgängerbauten mit vorgelagertem Wirtschaftshof“ geführt.

## Geschichte

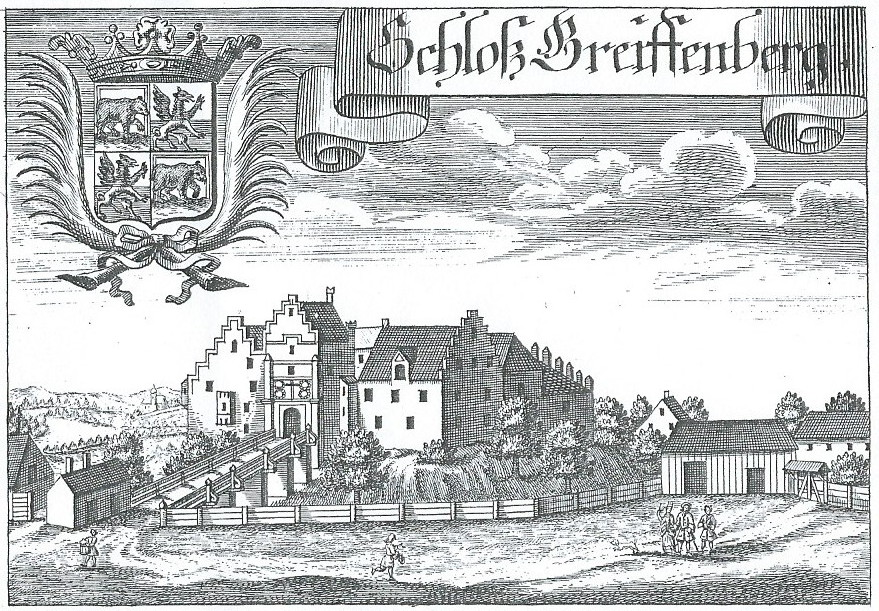
Schloss Greifenberg bei Landsberg am Lech in Oberbayern, nach einem Kupferstich von Michael Wening

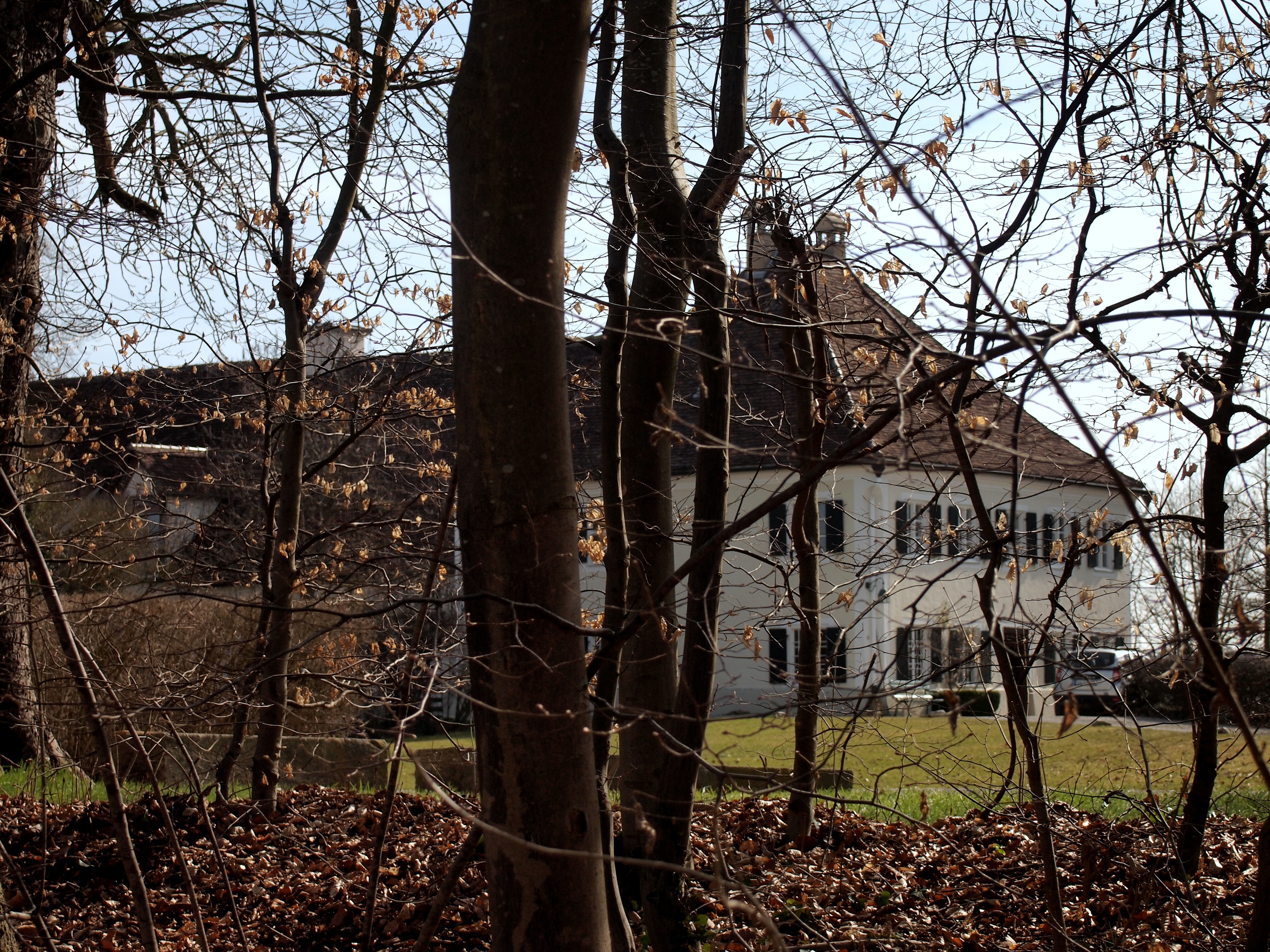
Schloss Greifenberg

Es wird angenommen, dass die ehemalige Veste Greifenberg, die in der Nähe des Ammersees  liegt,  eine Gründung der Grafen von Andechs war, die in der ersten Hälfte des 10. Jahrhunderts Güter von der Amper bis zur Paar besaßen. Nach dem Tod des letzten Grafen von Andechs 1248 gelangte die Burg in den erblichen Besitz eines ihrer Ministerialengeschlechter, in dem der Taufname Grypho (= Gripho, Griffo, Greiff). besonders gebräuchlich war. Der Name Greif wurde Geschlechtsname der Familie und die erblich zugewiesene Burg Greifenberg genannt. Die Mitglieder der Familie nannten sich  die ‚Greifen von Greifenberg‘.
Als Erwerber und Gründer Greifenbergs wird Gripho de Andechs angesehen, der in einem Fundationsbrief von 1230 zu Scheyern als Dienst- und Lehensmann des Herzogs Otto II. von Meran genannt wird; 1257 wird er als Gripho de Greifenberg urkundlich erwähnt.
1396 nahm Hans der Greif am Kreuzzug von Nikopolis König Sigismunds gegen die in Ungarn eingefallenen Türken teil. Die Schlacht von Nikopolis in der walachischen Donauniederung endete mit einer schweren Niederlage der Kreuzritter. Sultan Bajesid, der Sieger, ließ Tausende von ihnen hinrichten, darunter wohl auch Hans den Greif, den letzten Burgbesitzer dieses Namens. In Eberhard, der 1414–1416 als Abt des Klosters Wessobrunn genannt wird, sah Leuthner einen Greiff von Greiffenberg, während eine aktuelle Liste der Äbte und Pröpste des Klosters Wessobrunn für denselben Zeitraum Eberhard Stopfer als Abt ausweist.
Anschließend kam die Veste Greifenberg als Erbgut an die Schweiker von Gundelfingen, die 1404 ihr Erbe teilten. Auf Greifenberg saß nun Georg von Gundelfingen, der aber die Veste 1410 bereits wieder  an die Familie des Herzogs von Bayern verkaufte. 1468 überließ Herzog Albrecht IV. seinem Bruder Herzog Wolfgang Greifenberg für dessen Verzicht auf die Regierung. 1477 wurden Wolfgang die Schlösser Greifenberg, Hegnenberg und Planegg zugewiesen. Herzog Wolfgang, der in Lichtenberg Wohnung nahm, setzte Erhard von Perfall als Burgvogt von Greifenberg ein und überließ diesem 1478 die Burg und Pflege zusammen mit allen Hofmarksgütern für 4.000 Gulden. Als Wolfgang sich der Rebellion des Löwlerbundes gegen seinen Bruder Albrecht anschloss, erstürmte dieser 1492 Greifenberg und Hegnenberg. Anlässlich der Aufteilung von Bayern-Landshut wurden Wolfgang 1506 die Schlösser Greifenberg, Lichtenberg und Hegnenberg bestätigt.
Die Hofmark Greifenburg wurde 1507 als sogenanntes „freies, lediges Eigen“ von den herzoglichen Brüdern endgültig an ihren Hofmeister Erhard von Perfall verkauft. Bis ins 19. Jahrhundert war dann stets ein Perfall Herr von Greifenberg, dem auch das Patrimonialgericht der Hofmark unterstand. Im Jahre 1849 wurde das  Patrimonialgericht,  dem die Ortschaften Beuern, Eching, Pflaumdorf, Oberschondorf und teilweise auch Unterschondorf  zugeordnet waren, aufgelöst.
Am 2. Februar 1760 brennt der südliche Teil des Hauptgebäudes mit Kapelle ab. Das Schloss wird anschließend unter der Leitung von Leonhard Mathias Gießl wieder aufgebaut und es entsteht die heutige vierflügelige Schlossanlage mit dem einheitlichen Walmdach.
Im Oktober des Jahres 1805 übernachtet Kaiser Napoleon I. während des dritten Koalitionskrieges auf Schloss Greifenberg.